# Barra d'adhesiu

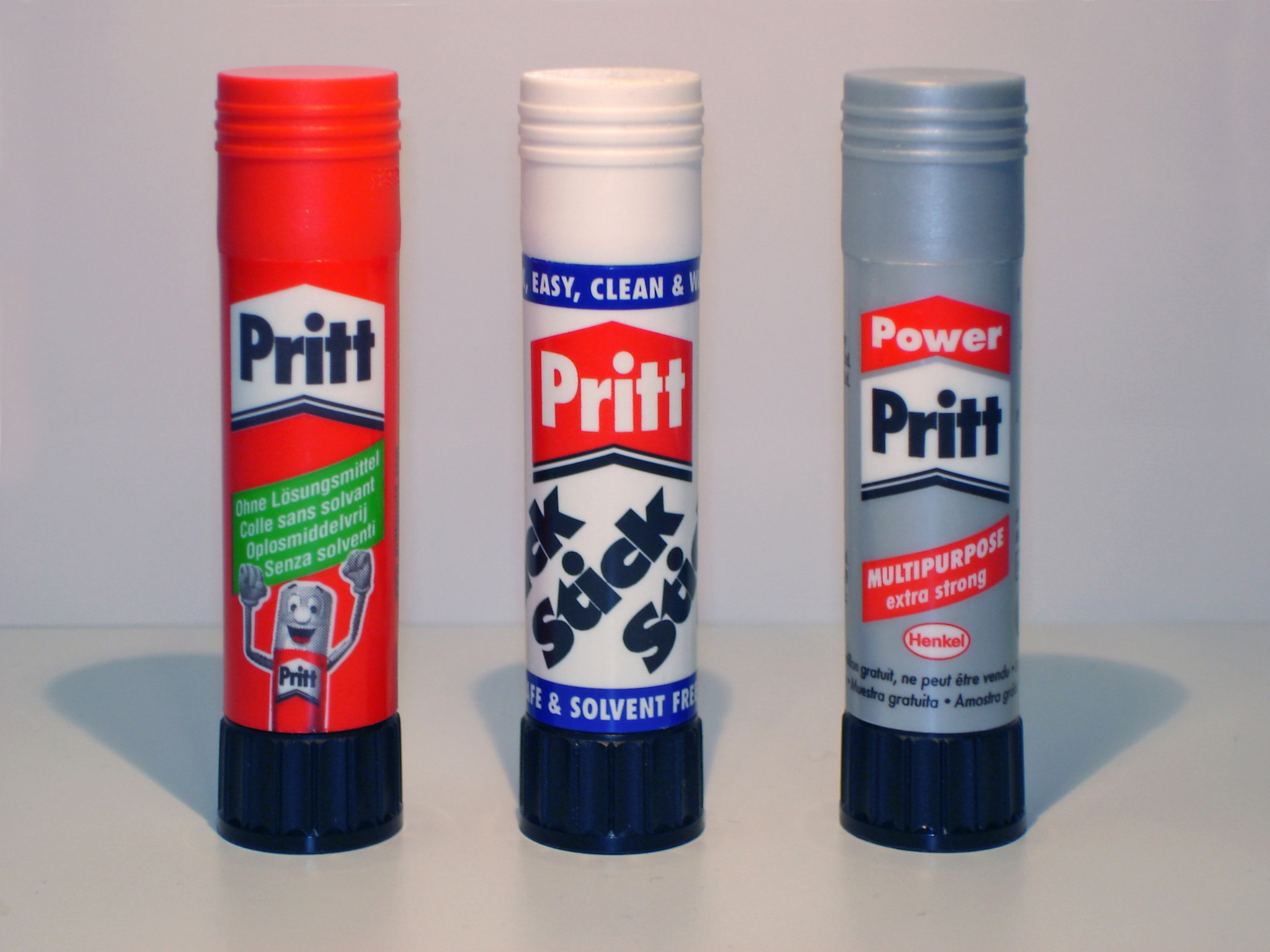
"Pritt Stick Estàndard" (versió internacional)", " Pritt Stick (versió del Regne Unit)" i Extra Strong "Power Pritt"

Les barres d'adhesiu són unes coles sòlides comercialitzades en tubs impulsors de base giratòria semblants als pintallavis. Els usuaris poden aplicar la cola simplement destapant el tub, fregant sobre la superfície a enganxar i tot sense embrutar-se els dits.

## Aplicacions
La majoria de les barretes de cola estan dissenyades per enganxar paper i cartó, i no són tan potents com algunes variants a base de líquid. Es poden utilitzar per a treballs manuals i disseny, ús d'oficines i a l'escola. Hi ha varietats permanents, rentables, sense àcids, no tòxiques, sense dissolvents i tenyides (per exemple, per veure on s'aplica més fàcilment la cola). Actualment són molt populars.

## Marques
El 1969, l'empresa alemanya Henkel va inventar l’adhesiu després d'estudiar la "facilitat de gir" i la comoditat dels aplicadors tipus pintallavis. El producte es va llançar sota la marca Pritt Stick. L'any 1971, el Pritt Stick es venia a 38 països, el 2001 a 121 països. El primer adhesiu multiús sense pols que es podia utilitzar per a altres materials (per exemple, fusta, vidre i alguns plàstics) va ser el PowerPritt, que es va posar al mercat el 2003. També hi ha un Pritt X, llançat el 2010.
Moltes marques fabriquen barretes de cola i cadascuna pot tenir diferents característiques. Diverses marques, com Scotch, UHU, Kores, Giotto, Snopake i Bostik U-Stick fabriquen barres de cola. Marques genèriques com MG també fabriquen barretes de cola, que fan servir l'acció de gir de la base com un pintallavis.

## Mides
Les barretes de cola poden arribar a tenir moltes mides, sent les més habituals 8 g, 25 g, 36 g i 40 g.

## Composició
Les composicions de les barres d'adhesiu solen ser propietàries i varien segons el fabricant i el tipus. Un tipus genèric conté els ingredients següents:
| Nom                                 | % de contingut | Propòsit                                                                                   |
| ----------------------------------- | -------------- | ------------------------------------------------------------------------------------------ |
| Aigua                               | 40 %           | S'evapora deixant que la cola s'assequi.                                                   |
| Polímer acrílic                     | 40 %           | Polimeritza solidificant i secant la cola .                                                |
| Estearat de sodi                    | 10 %           | Aquest sabó ajuda a emulsionar l'acrílic i lubrica la cola per aplicar-la sense problemes. |
| Polietilenglicol                    | 3 %            | Manté la cola seca una mica humida i flexible.                                             |
| Èter de polioxietilè monooctilfenil | 2 %            | Emulsionant.                                                                               |
| Polímer de N-Vinilpirrolidona       | 2 %            | Polimeritza a mesura que s'asseca la cola.                                                 |
| 2-amino isobutanol                  | 2 %            | Buffer de pH, per a neutralitzar l'àcid.                                                   |
| Hidròxid de sodi                    | 0,3 %          | Alcali, per a mantenir el pH per sobre de 10.                                              |

La composició coneguda d'un Pritt Stick és la següent:
| Nom                             | Número EC | Número CAS | % de contingut | Estats de riscos             |
| ------------------------------- | --------- | ---------- | -------------- | ---------------------------- |
| CAPROLACTAM-                    | 203-313-2 | 105-60-2   | 1 - 5%         | Xn; R20 / 22 Xi; R36 / 37/38 |
| SOLUCIÓ DE PEROXID HIDROGEN...% | 231-765-0 | 7722-84-1  | <1%            | O; R8 C; R34                 |
| HIDRÒXID DE SODI                | 215-185-5 | 1310-73-2  | <1%            | C; R35                       |

Altres marques utilitzen per exemple la polivinilpirrolidona com a substància adhesiva.